# Сеннорі
Сеннорі (італ. Sennori, сард. Sennaru) — муніципалітет в Італії, у регіоні Сардинія,  провінція Сассарі.
Сеннорі розташоване на відстані близько 350 км на захід від Рима, 180 км на північ від Кальярі, 8 км на північний схід від Сассарі.
Населення — 7389 осіб (2014).
Щорічний фестиваль відбувається 14 червня. Покровитель — San Basilio.

## Демографія
Населення за роками:

Станом на 1 січня 2023 року в муніципалітеті офіційно проживали 83 іноземці з 18 країн, серед них 22 громадяни країн Євросоюзу та 2 громадяни України.

## Сусідні муніципалітети
- Озіло
- Сассарі
- Сорсо
- Тергу